# Beñat Txoperena
Txoperena  Matxikote est un nom espagnol. Le premier nom de famille, en général paternel, est Txoperena ; le second, en général maternel, souvent omis, est Matxikote.
Beñat Txoperena Matxikote, né le 18 juillet 1991 à Igantzi, est un coureur cycliste espagnol.

## Biographie

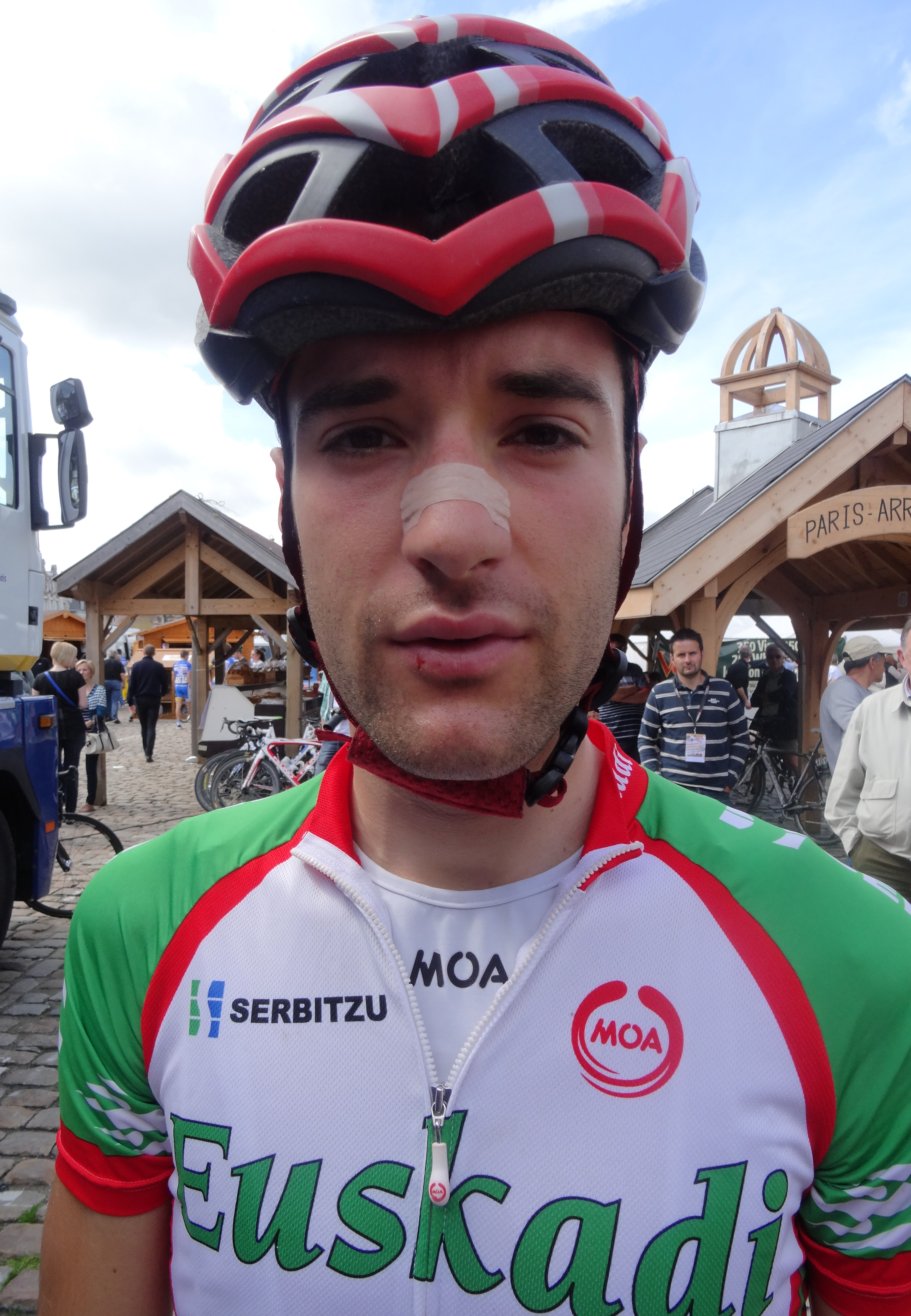
Beñat Txoperena lors du départ de la 3e étape du Paris-Arras Tour 2014 à Arras.

Beñat Txoperena Matxikote naît le 18 juillet 1991 à Igantzi en Espagne.
Membre de l'équipe Euskadi en 2014, il entre l'année suivante dans l'équipe Murias Taldea.

## Palmarès et résultats

### Palmarès par année
- 2009
  - 2e étape du Tour de Pampelune[2]
  - 3e du Tour de Pampelune
- 2012
  - Mémorial José María Anza
  - 1re étape du Tour de Galice
  - 3e du Circuito Sollube
  - 3e de l'Andra Mari Sari Nagusia
- 2013
  - Mémorial Agustín Sagasti
  - San Roman Saria
  - 2e du championnat d'Espagne sur route espoirs
  - 2e du Laudio Saria
  - 3e du Mémorial Cirilo Zunzarren
- 2017
  - 3e du Tour de Cova da Beira

### Classements mondiaux
| Année           | 2014   | 2015 | 2016   | 2017 | 2018   |
| --------------- | ------ | ---- | ------ | ---- | ------ |
| UCI Europe Tour | 1 004e | 998e | 1 392e | 480e | 1 603e |